# Alexis Billiet
Alexis Billiet (28 februari 1783 – 30 april 1873) was een Frans kardinaal-priester.

## Biografie
In 1807 werd hij tot priester gewijd. In 1818 werd hij vicaris-generaal en in 1826 werd hij benoemd tot bisschop van Saint-Jean-de-Maurienne. In 1840 werd hij benoemd tot aartsbisschop van Chambéry. In 1861 werd hij tot kardinaal-priester verheven door paus Pius IX. 
Hij overleed in 1873 op 90-jarige leeftijd.
- Bibliothèque nationale de France: cb10613990d (data)
- Gemeinsame Normdatei: 117603597
- International Standard Name Identifier: 0000 0000 6125 5606
- Library of Congress Control Number: no2015012462
- Système universitaire de documentation: 185334393
- Virtual International Authority File: 66458120
- WorldCat: E39PBJxH4xwD3XbjTHDfRkXPQq